# Gloria Christian
Gloria Christian (Bolonia, Italia, 24 de junio de 1934) es una cantante italiana de la canción napolitana, tuvo sus mayores éxitos entre la segunda mitad de los años 50 y los 60.

## Biografía
Nacióen Bolonia, hija de un trompetista napolitano y madre veneciana. A muy temprana edad se trasladó con su familia a Nápoles donde se graduó en el Instituto Magistrale Pimentel Forseca. 
Siendo todavía estudiante, formó parte de una banda de jazz y de la orquesta de baile dirigida por Renato Marini. En 1956 participó en el concurso radiofónico "La baccetta d´oro, donde consiguió una rápida popularidad y un contrato con el sello Vis. En 1957 obtuvo un gran éxito con su versión de "Que será, será", alcanzando el tercer puesto en el hit parade italiano.
Entre 1957 y 1962 Christen participó en el festival de San Remo en cuatro ocasiones obteniendo dos éxitos muy significativos con las canciones "Cassetta in Canada" (1957) y "Tímida Serenata" (1958). También participó en el festival de Nápoles diez veces, obteniendo un gran éxito en su participación en 1959 con la canción "Casarella" y ganando en 1962 con la canción "Merechiaro merechiaro". En 1970 fue la presentadora de la última edición del festival.
Durante su carrera profesional también fue una actriz muy activa en comedias musicales, con una actuación muy notable en "Rugantino